# Robert Laws
Pour les articles homonymes, voir Laws.
Robert Laws (1851-1934) est un missionnaire écossais qui dirigea la mission de Livingstonia au Nyassaland (aujourd'hui Malawi) pendant plus de cinquante ans. La mission joua un rôle crucial dans l'éducation des Africains durant la période coloniale. Il chercha à développer les compétences de ses élèves afin qu'ils deviennent des individus autonomes dans les domaines du commerce, de l'agriculture et de l'industrie au lieu d'être des travailleurs subordonnés aux colons européens.
Robert Laws soutint les aspirations de dirigeants politiques tels que Simon Muhango et Levi Zililo Mumba, tous deux éduqués dans les écoles de Livingstonia.

## Jeunesse
Robert Laws naquit en 1851 dans le quartier de Mannofield, à Aberdeen en Écosse, dans une famille pauvre et religieuse. Son père, Robert Laws senior, venait du quartier d'Old Aberdeen, et sa mère, Christian, née Cruikshank, était native de Kidshill à Buchan, dans le comté d'Aberdeenshire. Tous les deux fréquentaient St Nicholas Lane, une église relevant de l'Église presbytérienne unie d'Écosse, à Aberdeen. Sa mère a été décrite comme ayant « un tempérament calme et joyeux, un jugement sûr et des manières affables,. » Elle meurt en 1853 alors que son fils est encore un enfant. Sa belle-mère, morte en 1893, fut Isabella Cormak, elle aussi d'Aberdeen. La fille de Robert Laws, le Dr Amelia Nyasa Laws (1886 - 1978), écrivit : « la belle-mère de l'enfant avait un caractère droit, avait bon cœur, mais était sévère dans sa manière d'être, lui ordonnant ainsi de rester assis tant qu'elle ne lui aurait pas donné la permission de faire autre chose. C'est à cette discipline qu'il attribua sa capacité à écouter, à éviter les commentaires et, plus tard, à évaluer l'importance des déclarations avant de les discuter ou de les corriger,. »
Robert fut apprenti chez un ébéniste dans sa jeunesse. Après avoir lu les récits de voyage de David Livingstone, il décida de devenir missionnaire. Tout en travaillant la journée, il prit des cours du soir afin d'arriver à se faire admettre à l'université d'Aberdeen. Il y passa sept ans, obtenant des diplômes en art, médecine et théologie.

## Premières activités missionnaires, 1875–1894
Robert Laws fit partie, dès l'origine, de la mission de Livingstonia, organisée par un comité écossais afin d'établir une mission en mémoire de David Livingstone. L'expédition était dirigée par le capitaine E.D. Young, un officier de marine, qui avait participé à la première expédition de Livingstone sur le Zambèze, en 1852, et qui, en 1867, avait dirigé l'expédition lancée à la recherche du même Livingstone, autour du lac Malawi. Robert Laws, de l'Église presbytérienne unie d'Écosse, était le seul missionnaire ordonné. Cinq artisans accompagnaient l'expédition, un marin, un mécanicien, un jardinier, un forgeron et un charpentier.
La mission arriva à l'extrémité sud du lac Malawi le 12 octobre 1875 et établit une base à Cape Maclear. Laws écrivit au Dr James Steward, directeur de la mission de Lovedale, qui s'occupait du peuple Xhosa dans la province du Cap oriental, en Afrique du Sud, décrivant sa mission et demandant à avoir des catéchistes africains. Steward, qui avait été l'un des instigateurs de la mission Livingstonia, lança un appel à volontaires. En juillet 1876, quatre furent retenus et se rendirent auprès de Laws à Cape Maclear. Steward pris la direction des opérations à la place de l'officier Young, mais, trouvant les conditions trop difficiles, il partit en décembre 1877, laissant la direction de la mission, en principe temporairement, à Robert Laws. Ce dernier dirigea la mission durant les cinquante années qui suivirent.
Laws était un docteur en médecine diplômé. Il fit usage du chloroforme pour la première fois à Cape Maclear le 2 mars 1876, au cours d'une opération chirurgicale réussie qui consista à exciser un kyste près de l'œil droit d'un jeune homme, au grand étonnement de la population locale. À la fin des années 1870, il était notoire que la mission presbytérienne pouvait fournir des soins médicaux de haut niveau et les missionnaires des autres endroits acceptaient d'accomplir des voyages difficiles voire dangereux pour se faire soigner par le Dr Laws.
En 1878, l'Église libre d'Écosse transféra la propriété du bateau à vapeur « Ilala » de la mission à la Livingstonia Central Africa Company, une entreprise commerciale fondée à Glasgow en 1875, laquelle prit ensuite le nom d'African Lakes Corporation. Laws collabora avec cette entreprise, qui introduisit avec succès le commerce dans la région du lac et dans l'hinterland au nord, apportant la prospérité aux Africains et aux colons[non neutre].
En 1878, la mission établit une petite implantation à Bandawe, en pays Tonga, ainsi qu'à Kaningina (aujourd'hui Mzuzu), sur les franges d'une zone de peuplement Ngoni. En septembre de cette même année, Laws atteignit le village ngoni de Chiputula Nhlane, quelques kilomètres à l'est de ce qui est de nos jours Ekwendeni, accompagné de trois autres Européens et de quarante-cinq porteurs. Les relations entre les Ngoni et les missionnaires furent tendues durant les douze années qui suivirent, jusqu'à ce que le premier Ngoni se convertisse au christianisme. Lorsque Laws retourna chez lui pour la première fois, en 1884, il expliqua au comité que les Ngoni étaient une race dominante et que le but de la mission était de l'emporter sur eux. Les Ngoni étaient moins convaincus des avantages à se ranger à la cause missionnaire et européenne et étaient occupés par des dissensions internes et les affrontements avec les tribus voisines.

## Livingstonia 1894–1927

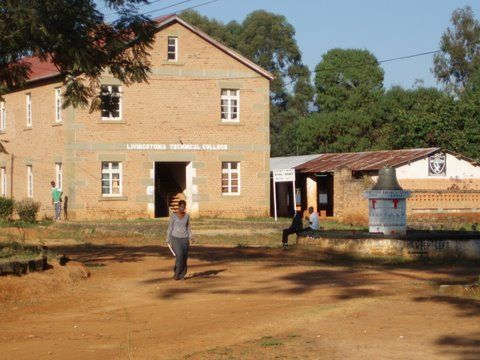
Le collège technique de Livingstonia en 2006, caractéristique avec sa construction en briques.

En 1881, la mission se déplaça de Cape Maclear à Bandawe pour échapper au mauvais climat et à l'insalubrité liée à la malaria puis, en 1894, à Kondowe pour les mêmes raisons. De nos jours, un cairn marque l'emplacement où Robert Laws et son compagnon Uriah Chirwa campèrent en 1894, alors qu'ils prospectaient à la recherche d'un nouveau site. Kondowe se trouve à 900 mètres au-dessus du lac. Elle a un climat plus sain, offre des terres fertiles et l'eau y est abondante. En dix ans, le site s'agrandit, devenant un petit village avec des constructions en briques et pierres, dont beaucoup sont encore utilisées.
Lorsque Robert Laws présenta ses plans de l'Overtoun Institution de Kondowe, ville aujourd'hui nommée Livingstonia, sa conception était pragmatique. Les routes et les avenues étaient soigneusement aménagées et des zones étaient réservées pour les activités industrielles et agricoles. L'aménagement comprenait une scierie et une briqueterie, prévoyait l'approvisionnement en eau courante, une église et un bureau de poste surmonté d'une tour avec horloge, des bâtiments abritant les services agricoles, médicaux et techniques, et il y avait des habitations séparées pour les Européens et les Africains. Le site était relié au lac par une ligne télégraphique. Les enfants aidèrent à construire le bureau de poste et à planter des arbres. Robert Laws introduisit l'hydroélectricité pour l'éclairage et le fonctionnement des machines.
Se fondant sur l'expérience de Kondowe et sur les savoirs acquis à Lovedale, la société missionnaire demanda à Robert Laws d'étudier la faisabilité d'une institution similaire, à Calabar, au Nigeria, la Hope Waddell Training Institute (HWTI). Comme pour les deux autres institutions, le but était de proposer aux diplômés les compétences nécessaires à l'économie moderne, ce qui leur permettrait d'améliorer leur niveau de vie ainsi que celui de leur communauté. Laws était très confiant dans le fait que le HWTI puisse reproduire les excellents résultats des deux précédentes institutions. Cette école, tirant son nom de celui du révérend Hope Masterton Waddell, fut instituée en 1895.
À Livingstonia, Laws proposait des formations en ingénierie, entrepreneuriat, comptabilité et une éducation religieuse. En 1897, on comptait 302 élèves. Beaucoup des diplômés utilisèrent leurs compétences en Afrique du Sud et dans les deux Rhodésie. La mission de Livingstonia était le lieu principal pour l'éducation des Africains au Nyassaland et, dans les premières années du XXe siècle, elle disposait de plus d'écoles que toutes les autres missions réunies. Les hommes éduqués dans ces écoles eurent une influence politique croissante. La première association autochtone, la North Nyasa Native Association, fut fondée par Simon Muhango et Levi Zililo Mumba en 1912, bientôt suivie d'autres. Dès le départ, Robert Laws encouragea ces associations. Il estimait que le gouvernement devait associer les Africains instruits à la gouvernance si le Nyassaland voulait développer un pays moderne. Il alla jusqu'à déclarer que les associations pouvaient préparer les Africains à élire des Européens, puis, plus tard, des Africains, à la législature. Compte tenu des préjugés coloniaux typiques de l'époque, c'était une position exceptionnelle.
En octobre 1925, le gouverneur du Nyassaland, Charles Calvert Bowring, posa la première pierre d'un nouveau bâtiment à Livingstonia, là où Robert Laws voulait développer une université pour les étudiants africains du Nyassaland et des colonies voisines. Bowring écrivit : « Livingstonia me plaît énormément comme centre de formation du fait de son relatif isolement et, en même temps, de son accessibilité. Les étudiants sont loin des nombreuses tentations de la ville, qui peut cependant être facilement rejointe par le lac et avec laquelle on reste en contact par le télégraphe, ».
Robert Laws visita le Canada, les États-Unis et l'Allemagne. Il fut membre du conseil législatif du Nyassaland. Lorsqu'il se retira, en 1927, il y avait plus de sept cents écoles primaires et secondaires où l'on enseignait la théologie, la médecine, l'agriculture et diverses disciplines techniques. Plus de 60 000 personnes avaient adopté le christianisme et il y avait treize Africains ordonnés pasteurs.

## Famille
En 1879, Laws épousa Margaret Troup Gray ; c'était une amie d'enfance rencontrée à l'école du dimanche (catéchisme) à Aberdeen. Tous les deux avaient été volontaires à la mission Shiprow d'Aberdeen pour la jeunesse ouvrière. Le jeune couple partageait un engagement inébranlable dans l'activité missionnaire. Ils se marièrent à Blantyre, au Malawi, là où l'église Église Saint-Michel-et-tous-les-Anges sera construite une décennie plus tard. Ils eurent huit enfants mais une seule fille survécut, Amelia Nyasa Laws, née en 1886 ; décédée en 1978, elle fut un médecin distingué.

## Personnalité

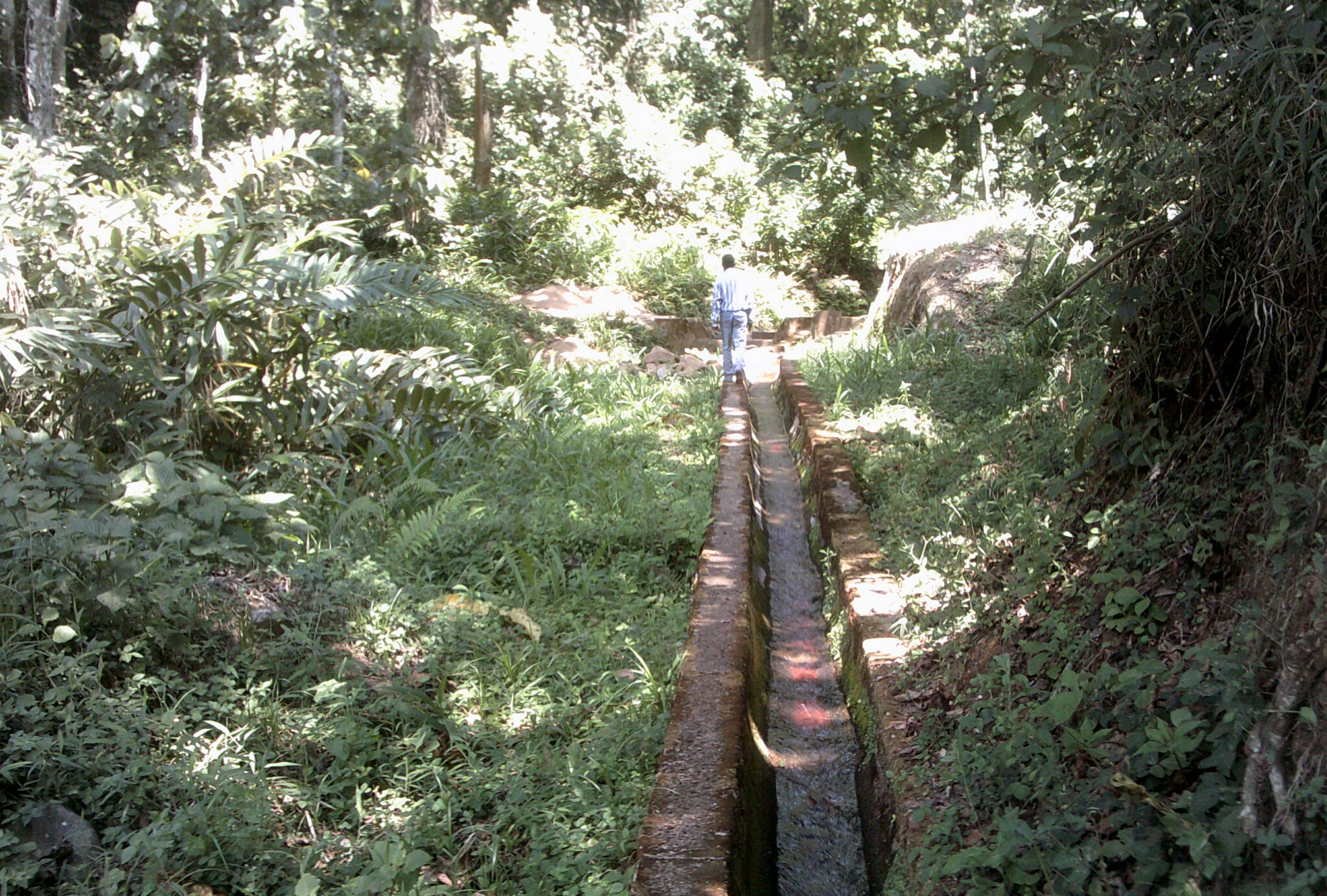
Ce canal, creusé sur un flanc de colline densément boisé, fut construit à l'époque de Robert Laws et il continue à amener l'eau jusqu'à Livingstonia.

Discutant de la faible pénétration de la religion chrétienne en Afrique centrale avant la fin du XIXe siècle, Laws déclara « que Dieu ne pouvait pas faire confiance à la chrétienté et à son savoir jusqu'à ce que la conscience chrétienne s'éveille… à l'iniquité de l'esclavage,. » Robert Laws était austère et peu à l'aise pour parler en public mais était extrêmement énergique. En tant que médecin, il endossa la responsabilité de la santé des missionnaires et de centaines de patients externes. Il fit des enregistrements météorologiques, consigna le vocabulaire des langues locales, enseigna aux premiers élèves et entretint une importante correspondance officielle. Durant les dix premières années, il dirigea presque toutes les missions diplomatiques et d'exploration et prit presque toutes les décisions importantes pour la mission.
Laws voulait enseigner les savoirs nécessaires à la gestion de commerces ou de petites industries de manière que les Africains ne soient plus à la merci des « Grecs, des Indiens et des Chinois ». Il était fermement opposé à la conception de l'éducation qui disait que les « indigènes devraient rester à leur place ». Cependant, quoiqu'étant, à bien des égards, visionnaire, il accordait peu d'attention au fait que les femmes reçoivent une éducation comparable à celle des hommes. Jane Elizabeth Waterston arriva en 1879 après s'être formée dans l'unique but de travailler à Livingstonia. Elle s'en alla après quelques mois du fait du peu de respect qu'on accordait aux Africains ainsi qu'à elle-même. Robert Laws croyait que la technologie occidentale pouvait servir de catalyseur pour développer un environnement dans lequel la conversion au christianisme serait facilitée. Il accordait une grande importance à la présence d'eau courante et à l'électricité et comptait sur le bateau à vapeur circulant sur le lac pour diffuser sa religion auprès des populations.
Un journaliste du Glasgow Evening Citizen écrivit, à la mort de Robert Laws en 1934 : « Rien ne m'a plus impressionné chez le Dr Laws que son humilité. C'était un grand homme qui était inconscient de sa grandeur, ».

### Traduction
- (en) Cet article est partiellement ou en totalité issu de l’article de Wikipédia en anglais intitulé « Robert Laws » (voir la liste des auteurs).

### Citations
1. ↑  (en) « a calm and sunny temperament, sound judgement, and gentle ways. »
2. ↑  (en) « The child's stepmother was upright in character, kind at heart, but stern in manner, ordering him to sit still until she gave him permission to do otherwise. To this discipline he ascribed his capacity to listen, to refrain from comment, and in later years to assess the value of statements made in ignorance before discussing or correcting them. »
3. ↑  (en) « Livingstonia appeals to me enormously as a training centre because of its comparative isolation and at the same time easy accessibility. The students are away from the many temptations of town life, and within easy reach by the lake and in touch by telegraph »
4. ↑  (en) « that God could not trust Christendom with the knowledge of it until the Christian conscience was awake ... to the iniquity of slavery. »
5. ↑  (en) « Nothing impressed me more about Dr Laws than his humility. He was a great man who was unconscious of his greatness. »